# Седекія
Седекія (іврит צִדְקִיָּהו, трансліт. Цидкіяху; також івр. צִדְקִיָּה, трансліт. Цидкія, дос. «Господь — моя праведність») — останній цар Юдейського царства з 597/596 по 587/586 р. до н. е. Седекія був третім сином царя Йосії, названий при народженні Маттанія. Вавилонський цар Навуходоносор II після захоплення Єрусалиму 10 березня 597 року, відвів попереднього царя Йоахина в Вавилон, та зробив царем Маттанію і перемінив його ім'я на Седекія (2 Цар. 24:17).

## Походження
Згідно з описом його царювання приведеним у Другій книзі царів (гл. 24, 25) та Другій книзі хроніки (гл. 36), Седекія був братом Йоакима (2 Хр. 36:10) і тим самим дядьком його попередника Йоахина — царя юдейського царства з 9 грудня 598 до 15/16 березня 597  р. до н. е.

## Правління та зруйнування юдейського царства
Седекія вступив на трон у віці 21 рік та залишався царем Юдеї близько 11 років. Навуходоносор II заставив поклястися Седекію у вірності (2 Хр. 36:13), та він на своєму 9-му році правління зламав клятву, що привело до знищення юдейського царства. Із Книги пророка Єзекіїля також видно, що Седекія пробує встановити антивавилонську коаліцію з Єгиптом (Єз. 17:15). Проте очевидно ці політичні дії не привели до успіху, а Навуходоносор II знову появився біля Єрусалима. Єрусалиму не допомогла і тимчасова перерва викликана очевидно боями вавилонян з військами Єгипту, які прийшли на допомогу (Єр. 37:5). Седекія виступив проти пророка Єремії, що просив не противитися вавилонянам і вкинув його у в'язницю. Після більш як річної його облоги, Седекія з військом пробує втекти з міста, однак його схопили у єрихонській долині. 23 липня 587 року Єрусалим взяли війська вавилонян. Навуходоносор повелів убити синів Седекії перед його очима, самому ж Седекії виколов очі, закував у кайдани й відвів у Вавилон. 20 серпня 587 року у Єрусалим прибув Невузардан, начальник охорони, слуга вавилонського царя, та й спалив Господній храм і царський палац, усі будинки в Єрусалимі, усі що були більші, пустив димом. Халдейське військо, що було під начальником охорони, зруйнувало мури навкруги Єрусалиму. Людей, що зостались були в місті, утікачів, що перекинулись були до вавилонського царя, і решту простих людей Невузардан вивів у Вавилон. Решта народу втекла у Єгипет (2 Цар. 25:26).